# 페르시아 화이트
페르시아 화이트(Persia White, 1972년 10월 25일 ~ )는 미국의 배우, 가수, 영화 제작자, 환경 운동, 음악가, 모델이다.
마이애미에서 태어났다.

## 출연 작품
- 더 매리지 크로니클스 (2012년)
- Guardian of Eden (2012) - 클라크 역
- 디스펑크셔널 프렌즈 (2012년) - 트레니스 역
- 마피아 (2012년) - 멜 역
- 스포큰 워드 (2009년)
- 네 엄마가 동물들을 죽였다 (2007, Your Mommy Kills Animals) - 다큐멘터리
- 지구생명체 (2005년)
- 오퍼레이션 샌드맨 (2000년)
- 레드 레터 (2000년)
- 뱀파이어 해결사 (1997년)
- 마지막 액션 히어로 (1993년)

### 텔레비전
- 뱀파이어 다이어리 시즌3